# Кулёв, Герман
Герман Кулёв (1958 — 1996, Нижний Новгород) — советский хоккеист, защитник.

## Биография
Воспитанник горьковского хоккея. С сезона 1975/76 стал играть в команде второй лиги «Полёт» Горький, провёл один матч за «Торпедо» в Кубке СССР. В начале сезона 1977/78 сыграл 14 матчей за «Торпедо» в чемпионате СССР. В сезоне 1980/81 играл в команде первой лиги СКА МВО Москва.
Победитель юниорского чемпионата Европы 1976 года.
Был играющим тренером в командах КФК «Авангард» Тамбов, 1981—1987, 1990/91; 1992/93 — класс «Б»), «Химик» (Уварово).
Погиб, замёрзнув зимой 1996 года в Нижнем Новгороде.